# Яу Мин Пей
Яу Мин Пей (на английски: Ieoh Ming Pei) (26 април 1917 – 16 май 2019) е американски архитект от китайски произход.
С над половинвековна кариера, Пей ще остане сред най-значимите имена в историята на световната архитектура от втората половина на 20 век. Създадената от него архитектурна агенция реализира множество мащабни проекти по целия свят, сред които: сградата на общината в Далас (1977), небостъргача Банк ъф Чайна Тауър в Хонг Конг (1989), голямата реконструкция на музея „Лувър“ в Париж (1993) и много други.
За изключителния му принос в архитектурното творчество е удостоен с редица награди, сред които са годишният златен медал на Американския институт на архитектите (1979) и най-престижната награда в областта на архитектурата – наградата „Прицкер“, връчена му през 1983 г.

## Биография
Роден на 26 април 1917 година в Гуанджоу, Китай, Яу Мин Пей израства в Хонг Конг и Шанхай. През ранните си години черпи вдъхновение от богатото културното наследство на Суджоу. През 1935 г. 18-годишният Пей заминава за САЩ, където постъпва в архитектурното училище към Университета на Пенсилвания, прехвърляйки се впоследствие в Масачузетския технологичен институт. След дипломирането си се записва в Училището по проектиране на Харвардския университет, където се запознава с архитектите от школата „Баухаус“ Валтер Гропиус и Марсел Бройър.
Яу Мин Пей прекарва 10 години, работейки за нюйоркския магнат в сферата на недвижимите имоти Уилям Зекендорф, преди да основе собствената независима проектантска фирма „И.М. Пей & Партньори“ в средата на 1950-те години, превърнала се по-късно в „Пей Коб Фрийд & Партньори“. Сред ранните проекти, в които той е водещ проектант, са: L'Enfant Плаза Хотел във Вашингтон и Грийн билдинг (1964) към Масачузетския технологичен институт. Първото голямо признание получава с изпълнението на проекта за „Национален център за атмосферни проучвания“ (1967) в Колорадо. Нарасналият му статус води до избирането му за главен архитект на проекта за библиотеката „Джон Ф. Кенеди“ (1979) в Бостън, както и за сградата на общината в Далас (1977) и т.нар. „Източна сграда“ към Националната художествена галерия във Вашингтон (1978).
Първото завръщане на Пей в родината му става през 1974 г. за проекта на хотела „Фрагрант Хил“ в Пекин, завършен през 1982 г., последвано от проекта за емблематичния небостъргач Банк ъф Чайна Тауър в Хонг Конг (1989). През 1980-те години архитектът е в центъра на разразилите се спорове и дискусии относно проекта му за реконструкция на музея „Лувър“ в Париж и по-специално по стъклената пирамида, която заема централно място в композиционното решение. В началото на 1990-те години студиото „Пей Коб Фрийд & Партньори“ е избрано за проектант на „Зала на славата на рокендрола“ в Кливланд.

### Личен живот
През 1939 г. Пей сключва брак с Ейлийн Луу, с която имат 4 деца.

## Избрани произведения
- 1951 – Roosevelt Field Mall, Ийст Гардън Сити, Лонг Айлънд
- 1956 – Mile High Center and U.S. National Bank of Denver, Денвър, САЩ
- 1961 – Government Center Master Plan, Бостън, САЩ
- 1962 – Театър „Кенеди“, Университет на Хавай, САЩ, Официален сайт на Театър Кенеди
- 1963 – Kips Bay Plaza, Ню Йорк
- 1963 – Luce Memorial Chapel, Tunghai University, Тайчун, Тайван
- 1964 – Society Hill Towers, Филаделфия, Пенсилвания Неофициален сайт
- 1964 – Green Building, Масачузетски технологичен институт
- 1965 – The Century Towers, Лос Анджелис, Калифорния
- 1967 – Pei Residence Halls and Student Union at New College of Florida, Сарасота, Флорида
- 1967 – „Национален център за атмосферни проучвания“, Боулдър, Колорадо
- 1968 – Sculpture Wing of the Des Moines Art Center, Де Мойн, Айова
- 1968 – Southwest Washington Redevelopment Plan, Вашингтон
- 1968 – Everson Museum of Art, Сиракюз, щат Ню Йорк
- 1969 – Cleo Rogers Memorial Library, Кълъмбъс, Индиана
- 1970 – Sundrome (National Airlines Terminal) на Международното летище „Джон Ф. Кенеди“ в Ню Йорк
- 1972 – Paul Mellon Arts Center at Choate Rosemary Hall, Уолингфорд, щат Кънектикът
- 1973 – Commerce Court West, Торонто, Канада
- 1973 – Spelman Halls на Принстънския университет, Принстън, Ню Джърси
- 1973 – Herbert F. Johnson Museum of Art, Университет „Корнел“, Итака, щат Ню Йорк
- 1976 – Oversea-Chinese Banking Corporation Centre, Сингапур
- 1977 – Кметство на Далас, Далас, Тексас
- 1978 – Източен корпус, Национална художествена галерия, Вашингтон
- 1979 – Библиотека Джон Ф. Кенеди, Бостън
- 1981 – Западно крило, Музей за художествени изкуства, Бостън, Масачузетс
- 1982 – Художествен музей на Индианския университет в Блумингтън, Индиана
- 1982 – Sunning Plaza, Хонг Конг
- 1982 – Texas Commerce Tower, Хюстън, Тексас, currently the JPMorgan Chase Tower; (3D/International cooperated with Pei on the design of this building). The nearby drive-in bank was Pei's first drive in bank project.
- 1982 – Fragrant Hill Hotel, Пекин, Китай.
- 1984 – Wiesner Building – Center for the Arts and Media Technology, Масачузетски технологичен институт, Кеймбридж (Масачузетс)
- 1984 – IBM Corporate Headquarters, днес MasterCard International Global Headquarters, Purchase, Ню Йорк
- 1986 – Raffles City в Сингапур
- 1987 – Miami World Trade Center (днес Bank of America Tower), Маями, Флорида
- 1989 – Банк ъф Чайна Тауър, Хонг Конг
- 1989 – Morton H. Meyerson Symphony Center, Далас, Тексас
- 1989 – Creative Artists Agency Headquarters, Бевърли Хилс, Калифорния
- 1990 – Gateway Towers, Сингапур
- 1992 – The Kirklin Clinic на University of Alabama at Birmingham Health System, Бирмингам, Алабама
- 1993 – Four Seasons Hotel, Ню Йорк
- 1993 – Grand Louvre, Париж, Франция
- 1995 – Зала на славата на рокендрола, Кливланд, Охайо
- 1997 – Miho Museum, префектура Шига, Япония
- 2001 – Bank of China Head Office Building (in association with Pei Partnership Architects), Пекин, Китай
- 2003 – Oare Pavilion, графство Уилтшър, Англия
- 2003 – Крило Zeughaus на Германския исторически музей, Берлин, Германия
- 2006 – MUDAM-Musée d'Art Moderne Grand-Duc Jean, Люксембург
- 2006 – Нови крила на Музея на Суджоу, Суджоу, Китай
- 2006 – Посолство на Китайската народна република, Вашингтон (in association with Pei Partnership Architects)
- 2008 – Музей на ислямското изкуство, Доха, Катар
- 2009 – Научен център на Макао, Макао, Китай

## Галерия
| „Лувър“, 1993 | Общината в Далас, 1977 | Банк ъф Чайна Тауър Хонг Конг 1989 | Зала на славата на рокендрола Кливланд 1995 |
| ------------- | ---------------------- | ---------------------------------- | ------------------------------------------- |
|               |                        |                                    |                                             |